# 1847年10月9日日食
1847年10月9日日食为一次在协调世界时1847年10月9日出現的日環食。該次日食食分為0.9290，食甚維持8分35秒。

## 概述
這次日食的食分是0.9290，環食維持8分35秒。

## 基本參數
- 類型：日環食
- 食甚資料：
  - 日期：1847年10月9日
  - 時間：9時0分23秒
  - 地點：28N 53E
  - 食分：0.9290
  - 日環食持續時間：8分35秒

## 文獻記錄
中國史書《清實錄》記載，「道光二十七年丁未，九月丁丑朔，日食。」</ref>經後人推算，西元1847年10月9日中國時區下午17點45分，北京可見食分0.44。

## 外部連結
- NASA日食專頁（页面存档备份，存于）（英文）